# Бежунь (гміна)
Бежунь (гміна) (пол. Gmina Bieżuń) — місько-сільська гміна у центральній Польщі. Належить до Журомінського повіту Мазовецького воєводства.
Станом на 31 грудня 2011 у гміні проживало 5326 осіб.

## Площа
Згідно з даними за 2007 рік площа гміни становила 122.02 км², у тому числі:
- орні землі: 79.00%
- ліси: 9.00%

Таким чином, площа гміни становить 15.16% площі повіту.

## Населення
Станом на 31 грудня 2011:
| Опис     | Загалом | Загалом | Чоловіки | Чоловіки | Жінки | Жінки |
| -------- | ------- | ------- | -------- | -------- | ----- | ----- |
| одиниця  | осіб    | %       | осіб     | %        | осіб  | %     |
| все      | 5326    | 100     | 2641     | 49.59    | 2685  | 50.41 |
| міське   | 1939    | 100     | 933      | 48.12    | 1006  | 51.88 |
| сільське | 3387    | 100     | 1708     | 50.43    | 1679  | 49.57 |

## Сусідні гміни
Бежунь (гміна) межує з такими гмінами: Журомін, Завідз, Лютоцин, Радзанув, Росьцишево, Семьонтково, Шренськ.